# Baoshan, Shaanxi
Baoshan är en köping i Kina. Den ligger i provinsen Shaanxi, i den nordvästra delen av landet, omkring 190 kilometer sydväst om provinshuvudstaden Xi'an. Antalet invånare är 13 583. Befolkningen består av 6 734 kvinnor och 6 849 män. Barn under 15 år utgör 15,0 %, vuxna 15-64 år 74 %, och äldre över 65 år 9,0 %.
Runt Baoshan är det ganska tätbefolkat, med 207 invånare per kvadratkilometer. Närmaste större samhälle är Chenggu Xian, 5,0 km söder om Baoshan. Trakten runt Baoshan består till största delen av jordbruksmark.
Genomsnittlig årsnederbörd är 1 044 millimeter. Den regnigaste månaden är juli, med i genomsnitt 226 mm nederbörd, och den torraste är december, med 2 mm nederbörd.